# Bijiashan, Hunan
Bijiashan (kinesiska: 笔架山, 笔架山乡) är en socken i Kina. Den ligger i provinsen Hunan, i den södra delen av landet, omkring 59 kilometer nordväst om provinshuvudstaden Changsha. Antalet invånare är 27907. Befolkningen består av 13 766 kvinnor och 14 141 män. Barn under 15 år utgör 15,0 %, vuxna 15-64 år 71 %, och äldre över 65 år 13,0 %.
Genomsnittlig årsnederbörd är 1 710 millimeter. Den regnigaste månaden är maj, med i genomsnitt 305 mm nederbörd, och den torraste är oktober, med 46 mm nederbörd.